# Pogoriełowka (obwód biełgorodzki)
Pogoriełowka (ros. Погореловка) – wieś (sieło) w Rosji, w obwodzie biełgorodzkim, w rejonie koroczańskim. W 2010 liczyła 2218 mieszkańców.